# Măxineni (gmina)
Măxineni – gmina w Rumunii, w okręgu Braiła. Obejmuje miejscowości Corbu Nou, Corbu Vechi, Latinu, Măxineni i Voinești. W 2011 roku liczyła 3310 mieszkańców. 